# Mistrzostwa Rosji w piłce nożnej
Mistrzostwa Rosji w piłce nożnej rozgrywane są od 1992 roku, dopiero po rozpadzie Związku Radzieckiego. Rozgrywki odbywają się w 3 ligach: Premier Liga, Pierwsza Dywizja, Druga Dywizja. W latach 1994–1997 istniała też Trzecia Liga. Do 1997 roku Premier Liga nazywała się Wysszaja Liga, a do 2001 Wysszaja Dywizja. Do 1997 roku Pierwsza Dywizja nazywała się Pierwsza Liga, Druga Dywizja nazywała się Druga Liga. Mistrzostwa rozgrywane systemem wiosna - jesień. 
Pierwszy sezon rosyjskiej ekstraklasy rozegrano w 1992 r., kiedy to 20 zespołów podzielono na dwie grupy, w których walczono systemem dwurundowym. Następnie cztery najlepsze drużyny z obydwu grup spotkali się w turnieju finałowym o pierwsze mistrzostwo Rosji. Od sezonu 1993 w rozgrywkach Wyższej Ligi uczestniczy 18 drużyn, a od 1994 - 16 drużyn. Tylko jeszcze w sezonach 1996 i 1997 walczyło 18 drużyn. 
Do 2001 roku rozgrywki ligowe organizował Rosyjski Futbolowy Sojusz (RFS), a później Rosyjska Premier Liga, która od sezonu 2001 przejęła organizację rozgrywek w najwyższej klasie rosyjskiej.